# 1000-km-Rennen auf dem Nürburgring 1970

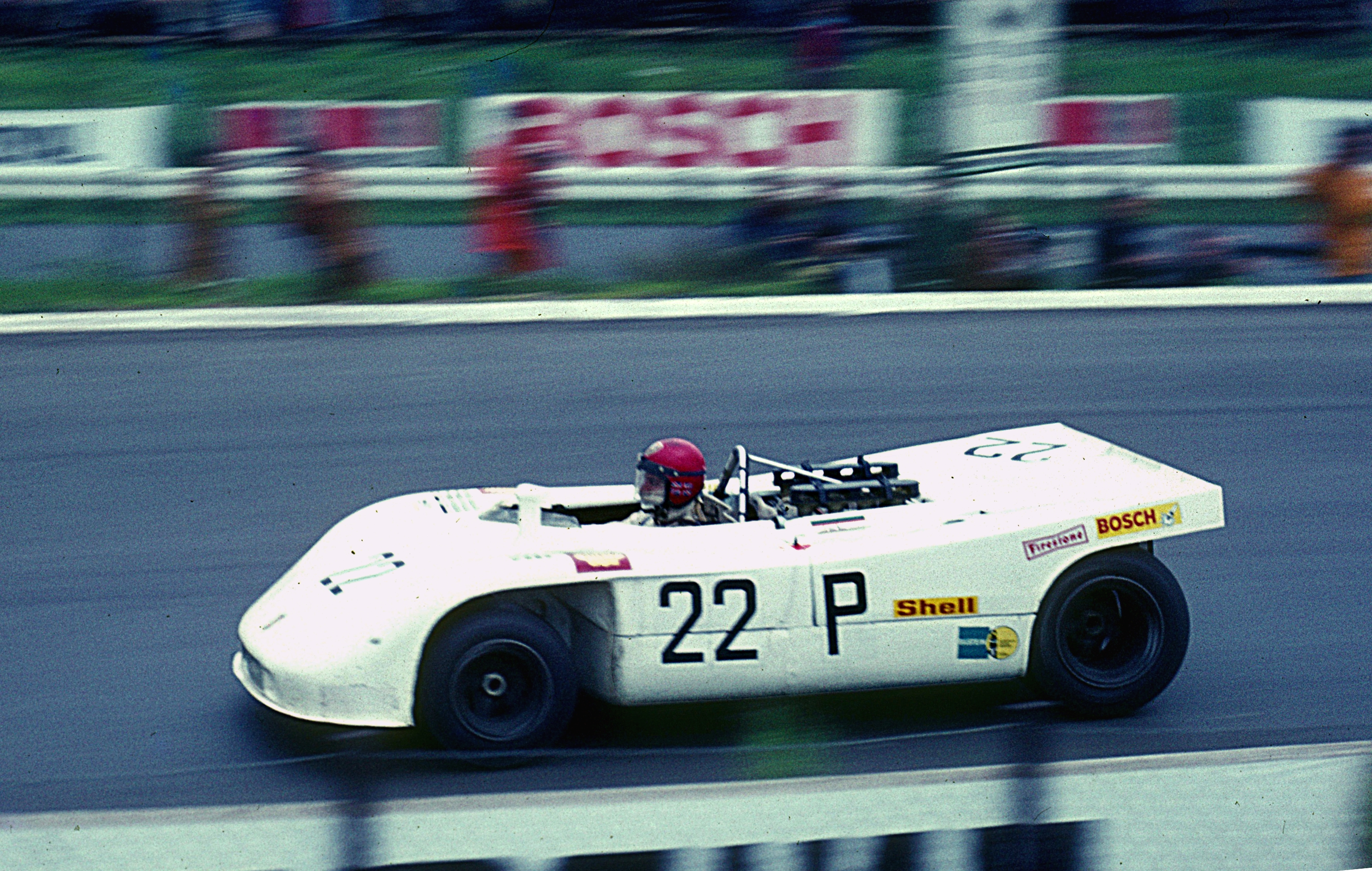
Rennsieger Vic Elford im Porsche 908/03 mit der Startnummer 22. Das Bild zeigt wie hoch und weithin ungeschützt der sehr große Vic Elford 1970 im Porsche 908 saß

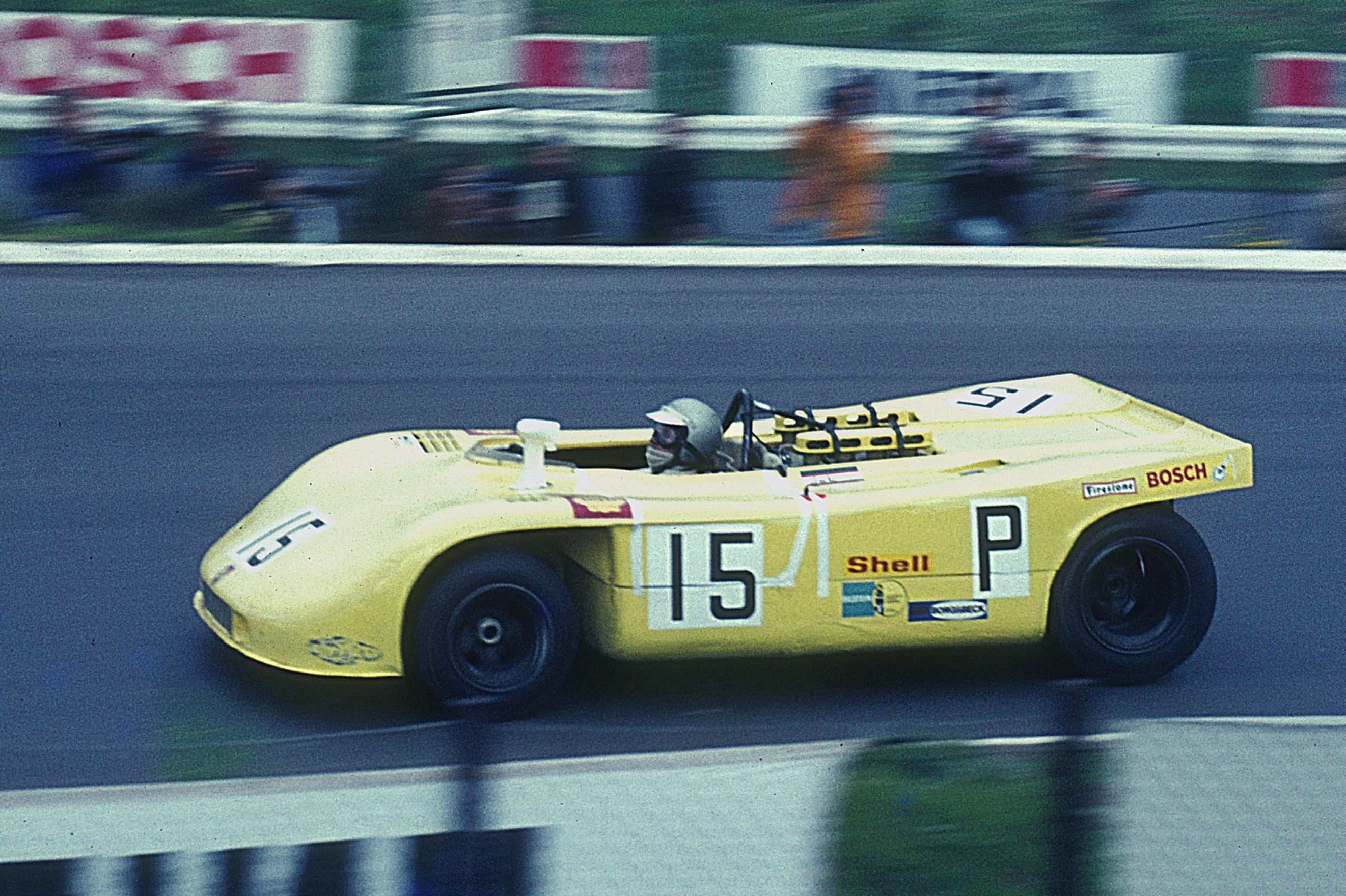
Der zweitplatzierte Hans Herrmann im Porsche 908/03 mit der Startnummer 15

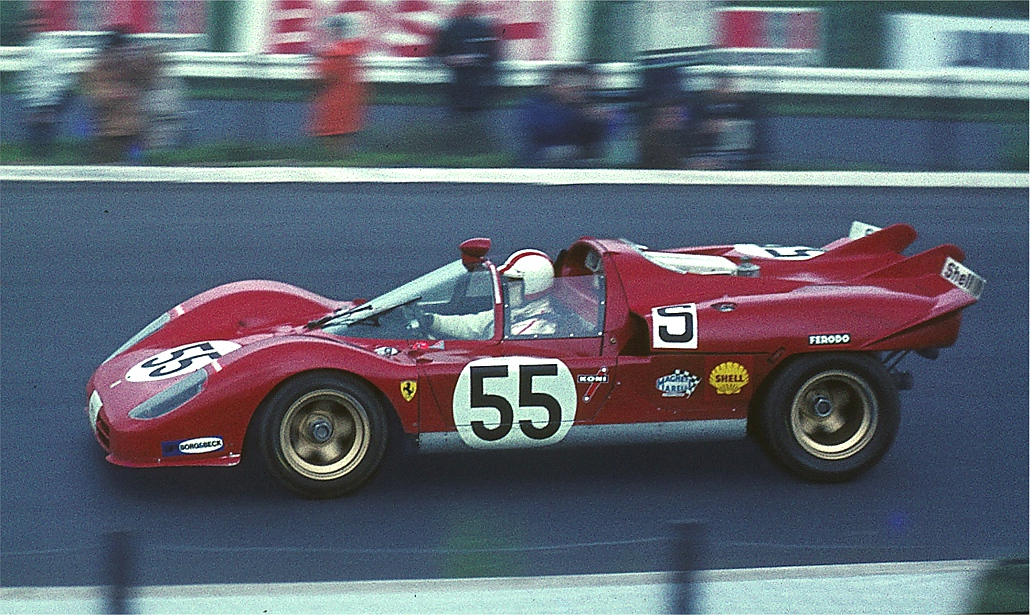
Der drittplatzierte Nino Vaccarella im Ferrari 512S Spyder (Startnummer 55). Der Spyder hatte im Gegensatz zum herkömmlichen 512S kein Dach

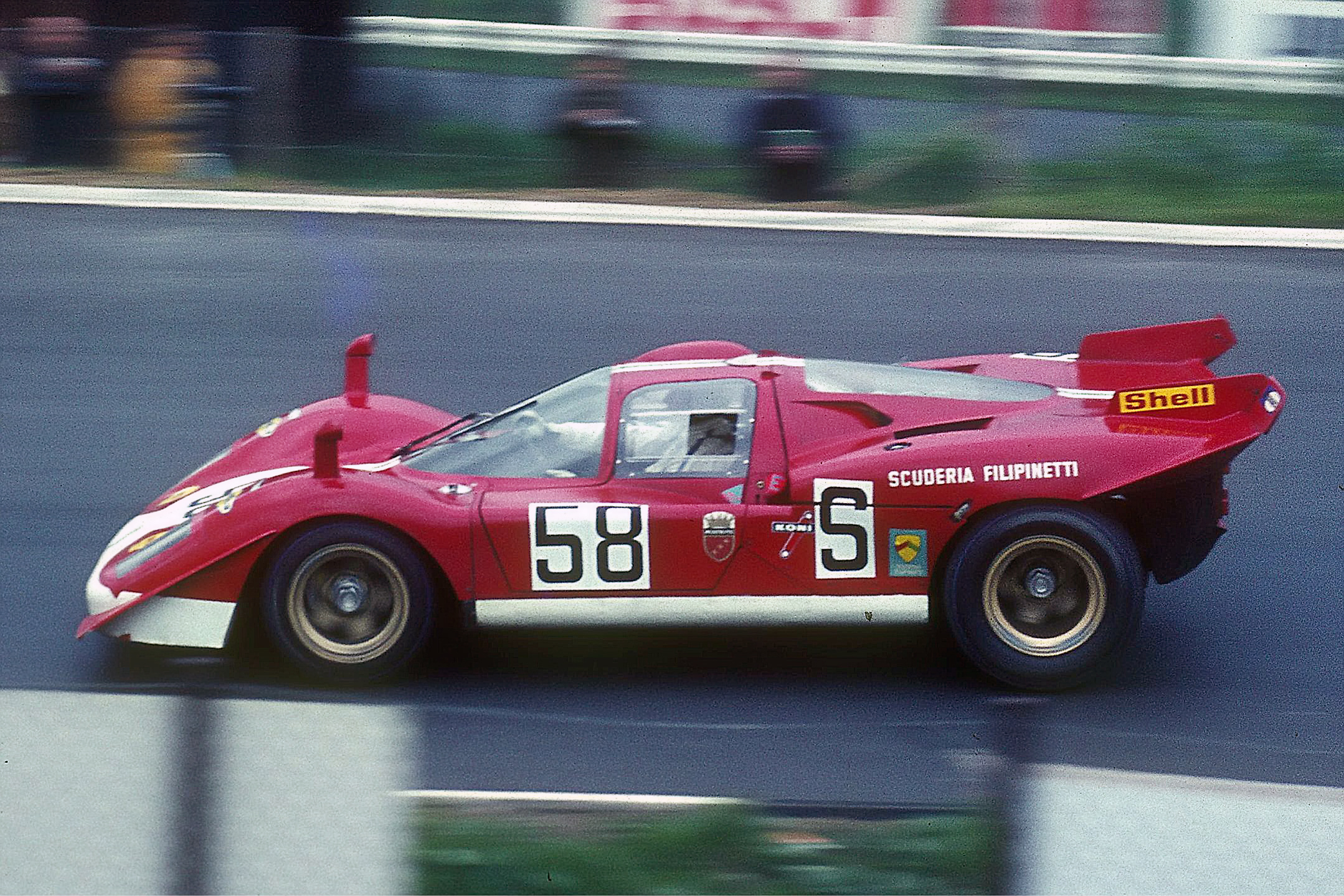
Der viertplatzierte Mike Parkes (Startnummer 58) im Ferrari 512S mit Dach

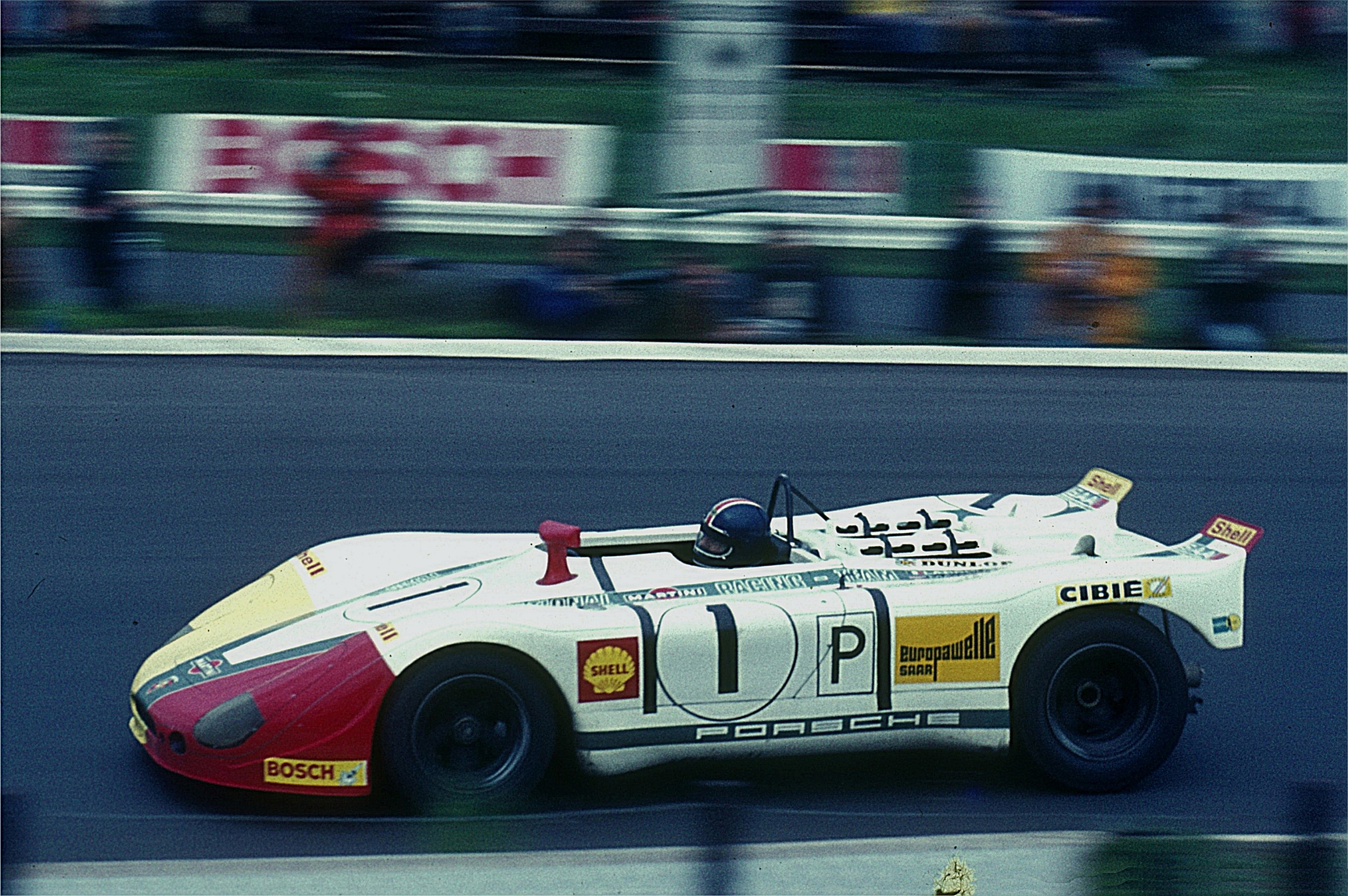
Der fünftplatzierte Gérard Larrousse im Porsche 908/02 mit der Startnummer 1

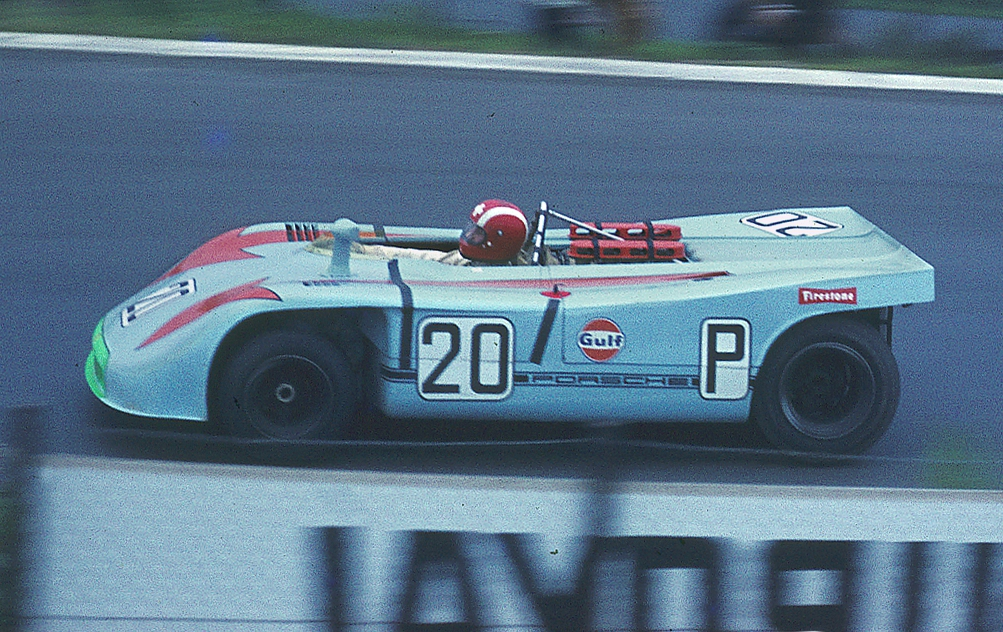
Jo Siffert im Wyer-Porsche 908/03 mit der Startnummer 20. Der Wagen fiel nach 22 gefahrenen Runden ohne Öldruck aus

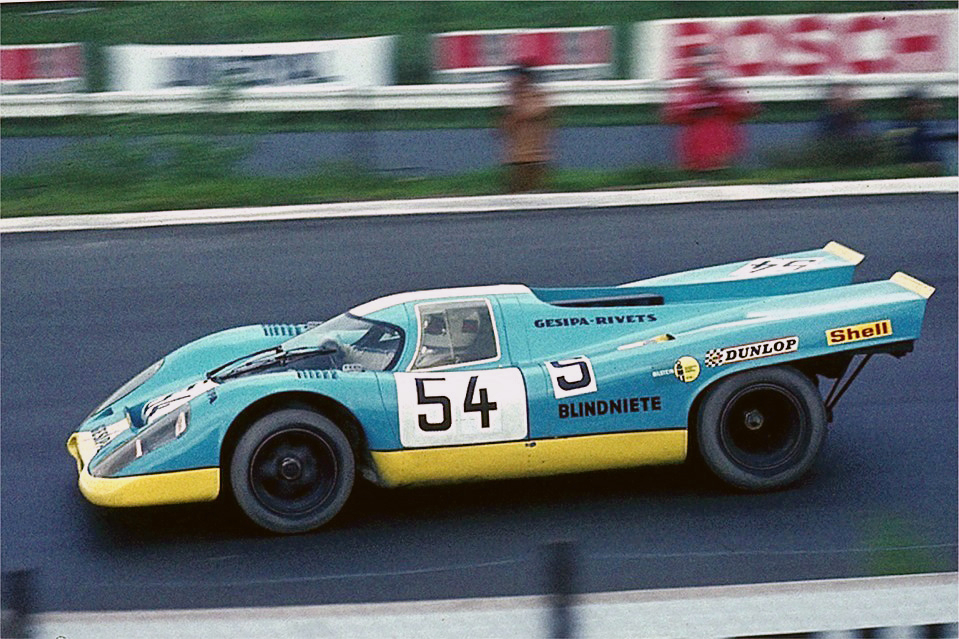
Einziger Porsche 917 am Start war die Kurzheck-Version von Helmut Kelleners (am Steuer) und Jürgen Neuhaus. Ausfall nach 9 Runden wegen eines Radlagerschadens

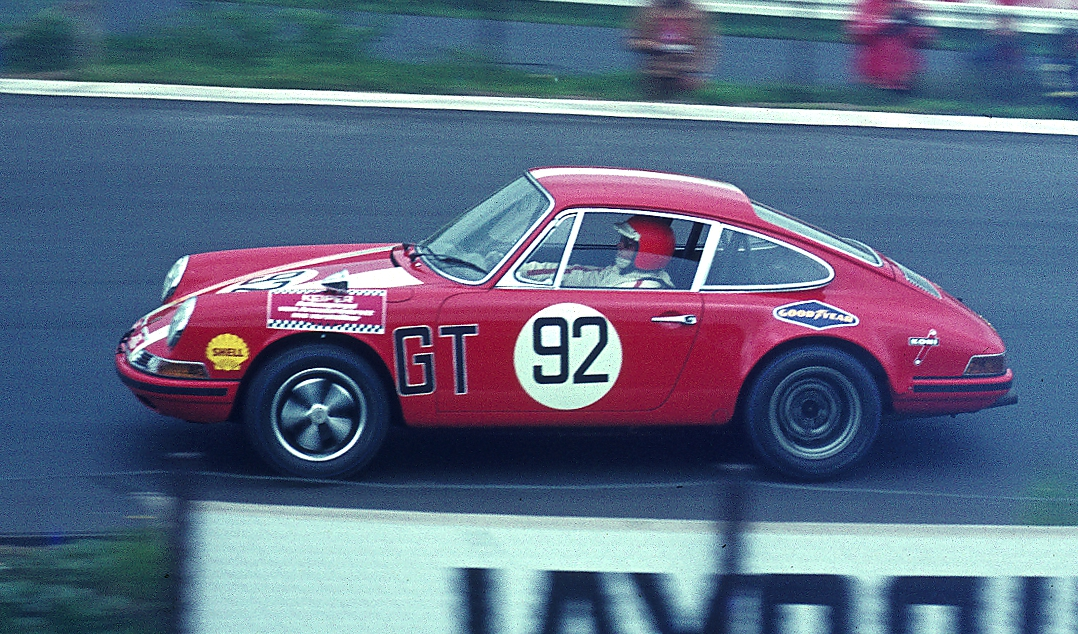
Der Porsche 911L von Franz Pesch und Georg Loos, die die GT-Klasse bis 2 Liter Hubraum gewannen

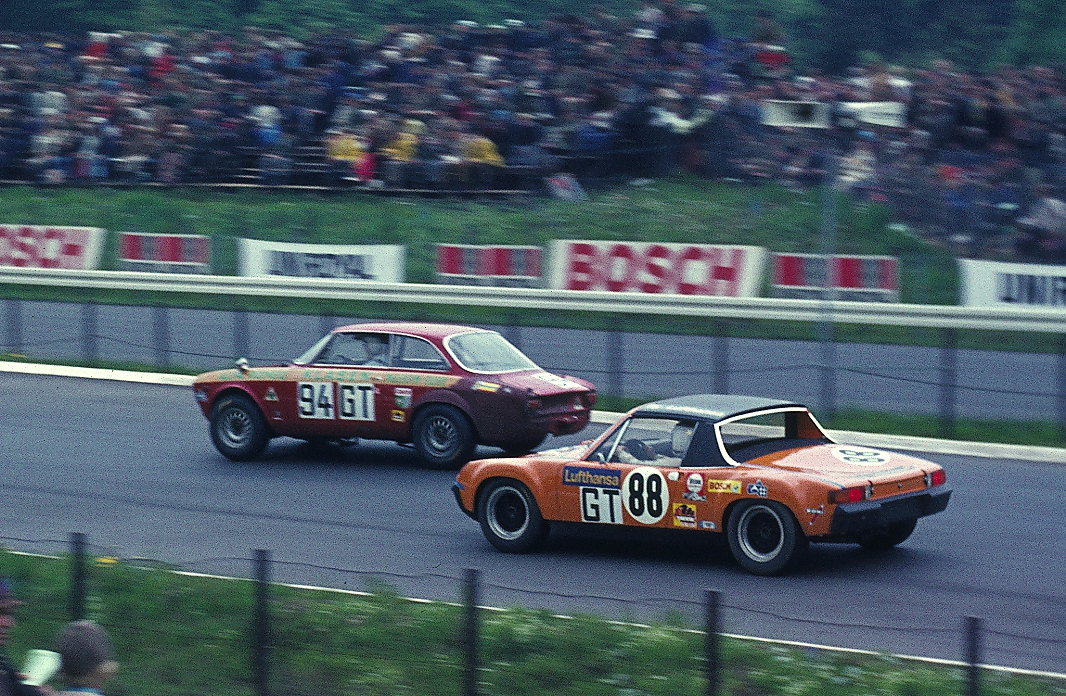
Eingangs der Südkehre; vorne der Alfa Romeo GTA von Peter Otto und Jörg Klasen, dahinter der Porsche 914/6 von Robert Huhn und Günther Schwarz

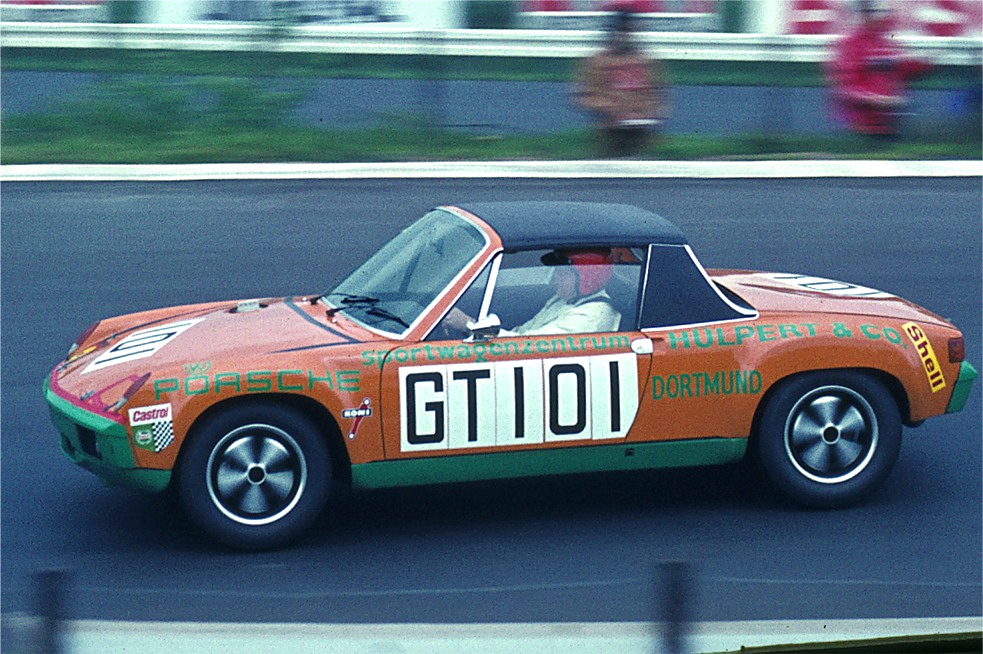
Der Porsche 914/6 von Alexander Nolte und Werner Christmann eingangs der Südkehre

Das 16. 1000-km-Rennen auf dem Nürburgring, auch ADAC-1000 km-Rennen Nürburgring, Nürburgring Nordschleife, fand am 31. Mai 1970 auf der Nordschleife des Nürburgrings statt und war der siebte Wertungslauf der Sportwagen-Weltmeisterschaft dieses Jahres.

## Vor dem Rennen
Die Sportwagen-Weltmeisterschaft 1970 stand ganz im Zeichen des deutschen Sportwagen-Herstellers Porsche. 1969 hatte die Porsche-Rennabteilung aus Zuffenhausen erstmals die Marken-Weltmeisterschaft gewonnen und dabei einen großen Aufwand betrieben. 1970 wurden die sportlichen Aktivitäten stark eingeschränkt und die Werkseinsätze in erster Linie von John Wyers Rennteam und der Porsche Holding aus Salzburg durchgeführt. Wie 1969 waren die Wagen der Scuderia Ferrari die stärkste Konkurrenz bei den jeweiligen Rennen.
Die Saison begann mit einem Porsche-Sieg beim 24-Stunden-Rennen von Daytona, herausgefahren von Pedro Rodríguez, Leo Kinnunen und Brian Redman im Porsche 917K. Mit dem Gesamtsieg beim 12-Stunden-Rennen von Sebring endete die lange Sieglosigkeit der Scuderia Ferrari in der Sportwagen-Weltmeisterschaft. Der letzte Erfolg des italienischen Rennstalls lag bereits mehr als 2 ½ Jahre zurück und datierte aus der Sportwagen-Weltmeisterschaft 1967. Beim 1000-km-Rennen von Monza feierten Lorenzo Bandini/Chris Amon und Mike Parkes/Ludovico Scarfiotti auf Ferrari 330P4s einen Doppelsieg. Bandini (beim Großen Preis von Monaco 1967) und Scarfiotti (beim Bergrennen auf der Roßfeldhöhenringstraße 1968) waren innerhalb eines Jahres tödlich verunglückt. Chris Amon hatte die Scuderia Ende 1969 verlassen und war in der Formel 1 zu March gewechselt. Mike Parkes, der nach seinem schweren Unfall beim Großen Preis von Belgien 1967 drei Jahre keine Rennen mehr gefahren war, arbeitete 1969 als Einsatzleiter der Scuderia beim Langstreckenrennen auf dem Nürburgring. 1970 gab er ein Comeback und kehrte als Fahrer der Scuderia Filipinetti an den Ring zurück. Den Sieg auf dem Sebring International Raceway fuhren Ignazio Giunti, Nino Vaccarella und Mario Andretti im 512S ein.
Ab dem 1000-km-Rennen von Brands Hatch gab es nur noch Siege der Wyer-Porsche. Auf der Berg- und Talbahn von Brands Hatch siegten Pedro Rodríguez und Leo Kinnunen auf einem Porsche 917K, die mit diesem Rennwagenmodell auch das 1000-km-Rennen von Monza gewannen. Die Targa Florio endete mit dem Gesamtsieg von Jo Siffert und Brian Redman im erstmals eingesetzten Porsche 908/03. Siffert und Redman gewannen auch den letzten Wertungslauf vor dem Rennen auf der Nürburgring-Nordschleife, das 1000-km-Rennen von Spa-Francorchamps.

## Das Rennen

### Teams, Fahrzeuge und Fahrer
Mit dem Beginn der Saison 1970 hatte das Rennteam von John Wyer die Werkseinsätze der Porsche-Rennabteilung übernommen. Was von der Mannschaft um David Yorke, Ermanno Cuoghi, Peter Davies und John Horsman als Exklusivvertrag interpretiert wurde, stellte sich bald als Trugschluss heraus. Das Team von Porsche Salzburg erhielt im Laufe des Jahres gleichwertige technische Unterstützung wie die Wyer-Mannschaft, was dort für beständigen Unmut sorgte. Die Zusammenarbeit zwischen Zuffenhausen und Salzburg war die logische Folge der familiären Verbindung. Die Porsche-Salzburg-Eigentümerin Louise Piëch war die Mutter des Porsche-Entwicklungsleiters Ferdinand Piëch und die Schwester des Geschäftsführers Ferry Porsche. In Zuffenhausen war 1970 nur mehr eine kleine Abteilung um Peter Falk und Rico Steinemann aktiv, die allerdings einen soliden Rennbetrieb aufrechterhielt. Das Antreten bei Sportwagenrennen wurde nicht als Werkseinsatz propagiert und sollte die Arbeit von Wyer und Porsche Salzburg nicht stören, womit der Betrieb der 5-Liter-Porsche 917 ausgeschlossen war. Gefahren wurde mit 3-Liter-Langheckversionen des Porsche 908 Spyder, die Hans-Dieter Dechent gehörten. Porsche übernahm mit eigenem Personal die Wartung und den Einsatz der Wagen bei den Rennen. Am Nürburgring waren zwei 908/02 für die Fahrer Gérard Larrousse, Helmut Marko, Rudi Lins und Willi Kauhsen gemeldet.
Wie im Vorjahr mietete Porsche auch 1970 den Nürburgring vor dem Rennen für einen Testtag. Im Unterschied zu 1969, als man auf der Südschleife fuhr, fanden die Testfahrten diesmal auf der Nordschleife statt. Bei den Fahrten sollte geklärt werden, welches Fahrzeugmodell auf der 22,835 Kilometer langen Rennbahn das Schnellere war. Für den kurvenreichen Piccolo circuito delle Madonie, auf dem die Targa Florio ausgefahren wurde, hatten die Porsche-Techniker einen neuen Rennwagen entwickelt. Der Porsche 908/03 war aus dem Porsche 909 Bergspyder entstanden und wurde in Sizilien zum Sieg gefahren. Da der Nürburgring ein ähnliches Streckenprofil hatte wie der Piccolo circuito, sollte die Frage geklärt werden, ob die Spyder auch am Ring schneller wären als die 917 Kurzheck. Die Entscheidung fiel zugunsten der Spyder. Die Porsche 917K waren zwar die schnelleren Wagen, allerdings mussten sie, um schnell zu sein, beständig im Grenzbereich gefahren werden, was für die Fahrer große physische Anstrengung bedeutete. Die 908/03 waren wesentlich einfacher zu fahren und ihre 3-Liter-Achtzylinder-Motoren hatten einen wesentlich geringeren Benzinverbrauch als die 5-Liter-Agreggate im 917. Dadurch war es möglich, über die 1000-km-Distanz einen Tankstopp einzusparen. Nach der Targa Florio waren die Spyder wieder nach Zuffenhausen zurückgebracht und vor dem Rennen den Porsche-Teams neu zugeteilt worden. Jo Siffert und Brian Redman waren bei der Targa mit dem Fahrgestell 008 gefahren, das am Ring Vic Elford und Kurt Ahrens von Porsche Salzburg erhielten. Siffert und Redman bekamen 010, ein neu aufgebautes Fahrgestell. Das zweite Wyer-Team – Pedro Rodríguez und Leo Kinnunen – fuhr mit Fahrgestell 011, das bei der Targa Richard Attwood und Björn Waldegård gesteuert hatten. Attwood fuhr am Ring gemeinsam mit Hans Herrmann im Wagen mit der Fahrgestellnummer 003, der bis dahin noch nicht zum Einsatz gekommen war.
Auch Autodelta kam zum Testen auf den Nürburgring. Vier Alfa Romeo T33/3 waren gemeldet worden, am Rennen nahm aber nur der Wagen von Rolf Stommelen und Piers Courage teil. Die Scuderia Ferrari kam mit drei 512S an die Strecke, die allesamt als Spyder bezeichnet wurden, da sie kein festes Dach hatten. Gefahren wurden die Wagen von den Teams John Surtees/Nino Vaccarella, Ignazio Giunti/Arturo Merzario und Jacky Ickx/Peter Schetty. Teamkollege von Mike Parkes im Filipinetti-512S war Herbert Müller.

### Fataler Unfall im Training
Der 1945 in Helsinki geborene Hans Laine war 1970 neben seinem engen Freund und Landsmann Leo Kinnunen der zweite Finne, der in der Sportwagen-Weltmeisterschaft rasch Erfolge feierte. Sportwagenrennen fuhr Laine für das Racing Team AAW, das Rennteam des finnischen Geschäftsmanns Antti Aarnio-Wihuri. Mit seinem Stammpartner Gijs van Lennep ging Laine meist mit einem Porsche 908/02 an den Start. Beste Platzierung in der Weltmeisterschaft war der vierte Rang bei der Targa Florio 1970 gewesen. Auch für die Veranstaltung auf dem Nürburgring hatte das Team für Laine und van Lennep einen Porsche 908/02 gemeldet. Im Laufe des Samstagtrainings verunglückte Laine tödlich. Auf der langen Geraden der Döttinger Höhe auf Höhe Antoniusbuche hob der Porsche bei hoher Geschwindigkeit ab und überschlug sich mehrmals über die Längsachse. Der Wagen wurde beim Aufprall völlig zerstört, fing Feuer und brannte vollständig aus. Hans Laine kam in den Flammen um. Nach dem fatalen Unfall zog das Team die Nennung des Porsche 917K von Pauli Toivonen und Sten Axelsson zurück. Der dritte Racing Team AAW-Wagen, ein Porsche 911S, ging aber ins Rennen. Das Fahrzeug war im Besitz des deutschen Rennfahrers Dieter Fröhlich, das von der Boxenmannschaft des finnischen Teams betreut wurde. Fröhlich bestritt das Rennen gemeinsam mit Toivonen und gewann mit seinem Teamkollegen mit dem 14. Gesamtrang die Klasse der GT-Wagen über 2 Liter Hubraum.
Einen schweren Unfall im Training hatte auch Peter Schetty im Werks-Ferrari 512S Spyder. Zwischen den Streckenteilen Bergwerk und Karussell verlor er am Freitag die Herrschaft über den Wagen, der sich überschlug, von der Bahn abkam und zwischen Bäumen auf dem Dach liegen blieb. Schetty hatte großes Glück und wurde bei dem Unfall nicht verletzt. Der Wagen war jedoch so schwer beschädigt, dass ein Rennstart nicht möglich war. Vor Schetty war Jacky Ickx einige Runden mit dem Ferrari gefahren und musste danach für das Rennen absagen. Ickx war einige Tage davor über eine Treppe gestürzt und hatte eine bandagierte Hand, die ihn im Cockpit zu sehr behinderte.

### Schnelle Rundenzeiten im Training
Die schnellste Rundenzeit im Training fuhr Jo Siffert im Porsche 908/03 mit 7:43,300 Minuten und war damit nur 1,2 Sekunden langsamer als Jacky Ickx bei seiner Pole-Position-Runde im Brabham BT26A beim Großen Preis von Deutschland 1969. Keine Vergleichszeiten gibt es zum Großen Preis von Deutschland 1970, da dieser Formel-1-Weltmeisterschaftslauf auf dem Hockenheimring ausgetragen wurde.

### Der Rennverlauf
54 Wagen gingen am Sonntag mit Indianapolis-Start ins Rennen. Als 55. Wagen folgte in der ersten Runde Herbert Linge in einem vom Veranstalter als Sicherheitsfahrzeug zur Verfügung gestellten Porsche 914 dem Feld. Pedro Rodríguez und Jo Siffert in den beiden Wyer-908/03 führten das Feld in der Anfangsphase an, dahinter lagen Ignazio Giunti im besten Ferrari und Vic Elford im Porsche. In der dritten Runde endete das Rennen für den Werks-Ferrari 512S mit der Startnummer 57, als Giunti wegen einer defekten Einspritzpumpe auf der Strecke ausrollte. Hinter Rodríguez und Siffert lag nun Elford an der dritten Stelle. Vierter war John Surtees im Ferrari vor Rolf Stommeln im einzigen 3-Liter-Alfa Romeo und Hans Herrmann im zweiten Porsche-Salzburg-908. An der 13. Stelle lag der Berta LR, ein von einem Cosworth-V8-Motor angetriebener argentinischer Mittelmotorsportwagen von Oreste Berta; am Steuer Luis Di Palma. In der fünften Runde fiel der Wagen mit Kühlerschaden aus.
An der Spitze fuhren die beiden Wyer-Porsche auf und davon, auch Elford im Porsche-Salzburg 908/03 konnte die schnellen Rundenzeiten des Duos nicht fahren. In der siebten Runde steuerte John Surtees unplanmäßig die Ferrari-Box an, um das Lenkrad tauschen zu lassen, und verlor dabei wertvolle Zeit. In der neunten Runde übernahm Siffert die Führung und kam in der elften zum Nachtanken und Fahrerwechsel an die Boxen. Auch Rodríguez und Elford stoppten in dieser Runde. Während Kinnunen und Ahrens ohne Probleme wieder die Boxen verließen, konnte Redman den von Siffert übernommenen Porsche zunächst nicht starten und ging nur als Dritter wieder auf die Bahn. Bei Kilometer 13 hatte Kinnunen einen Unfall, der den Wyer-Porsche aus dem Rennen riss. Auf einem Hügel hatte der Wagen abgehoben und war beim Aufschlagen ausgebrochen. Nach nur einer Runde brachte Redman den Wyer-Porsche wieder in Führung und baute sie bis 22 Runde komfortabel aus. Der einzige Porsche 917 im Feld war in der neunten Runde mit Radlagerschaden ausgefallen, der Alfa Romeo in der elften Runde mit einem defekten Stoßdämpfer. Bei Halbzeit kam Redman als überlegen Führender an die Box, um nachzutanken und um den Porsche wieder an Siffert zu übergeben. Als Siffert losfahren wollte, streikte erneut der Starter. Erst als die Mechaniker zwei zusätzliche Batterien anschlossen, sprang der Motor an. Eine ganze Runde war aber verloren. Wenige Kilometer später rollte der Wagen ohne Öldruck auf der Strecke aus. Durch den Ausfall beider Wyer-Porsche feierten die Porsche-Salzburg-Wagen einen ungefährdeten Doppelsieg, mit Elford/Ahrens vor Herrmann/Attwood. Mit einer Runde Rückstand kamen Surtees und Vaccarella im Werks-Ferrari 512S als Dritte ins Ziel.

## Ergebnisse

### Schlussklassement
| 1               | P 3.0    | 22  | Porsche Konstruktionen Salzburg            | Vic Elford Kurt Ahrens                                | Porsche 908/03        | 44 |
| 2               | P 3.0    | 15  | Porsche Konstruktionen Salzburg            | Hans Herrmann Richard Attwood                         | Porsche 908/03        | 44 |
| 3               | S 5.0    | 55  | Ferrari s. p. a.                           | John Surtees Nino Vaccarella                          | Ferrari 512S Spyder   | 43 |
| 4               | S 5.0    | 58  | Scuderia Filipinetti                       | Mike Parkes Herbert Müller                            | Ferrari 512S          | 42 |
| 5               | P 3.0    | 1   | Int. Martini Racing Team                   | Gérard Larrousse Helmut Marko                         | Porsche 908/02        | 42 |
| 6               | P 3.0    | 2   | Int. Martini Racing Team                   | Rudi Lins Willi Kauhsen                               | Porsche 908/02        | 42 |
| 7               | P 3.0    | 11  | German BG Racing Team                      | Karl von Wendt Gerhard Koch                           | Porsche 908/02        | 41 |
| 8               | P 3.0    | 4   | Asahi Pentax Racing Team                   | Sepp Greger Helmut Leuze                              | Porsche 908/02        | 40 |
| 9               | P 2.0    | 29  | André Wicky Racing Team                    | André Wicky Mario Cabral                              | Porsche 907           | 39 |
| 10              | P 2.0    | 24  | Levi’s Int. Racing Team                    | Yves Deprez Julien Vernaeve                           | Chevron B16           | 39 |
| 11              | P 3.0    | 17  | Gesipa Racing Team                         | Dieter Basche Helmut Kelleners Jürgen Neuhaus         | Porsche 908/02        | 38 |
| 12              | P 3.0    | 10  | Scuderia Auto-Neuser                       | Anton Fischhaber Dieter Schmid                        | Porsche 906 Spyder    | 38 |
| 13              | P 2.0    | 31  | Mark Konig                                 | Mark Konig Tony Lanfranchi                            | Nomad Mk.2            | 37 |
| 14              | GT + 2.0 | 79  | Racing Team AAW                            | Dieter Fröhlich Pauli Toivonen                        | Porsche 911S          | 37 |
| 15              | GT + 2.0 | 84  | Auto-Kremer                                | Erwin Kremer Günther Huber                            | Porsche 911S          | 37 |
| 16              | GT + 2.0 | 85  | Oldenkott Pipe and Tobacco Racing          | Clemens Schickentanz Hans-Joachim Stuck               | Porsche 911S          | 37 |
| 17              | S 2.0    | 67  | Roger Heavens                              | Roger Heavens Mike Garton                             | Chevron B8            | 37 |
| 18              | GT 2.0   | 92  | Porsche Konstruktionen Salzburg            | Georg Loos Franz Pesch                                | Porsche 911L          | 36 |
| 19              | GT 2.0   | 88  | Scuderia Lufthansa                         | Robert Huhn Günther Schwarz                           | Porsche 914/6         | 36 |
| 20              | GT 2.0   | 93  | Hahn Motorfahrzeuge                        | Peter Kaiser Günter Steckkönig                        | Porsche 914/6         | 36 |
| 21              | GT 2.0   | 101 | VW-Porsche Sportwagenzentrum Hülpert & Co. | Alexander Nolte Werner Christmann                     | Porsche 914/6         | 36 |
| 22              | S 5.0    | 60  | Piers Forester                             | Piers Forester Alain de Cadenet                       | Ford GT40             | 35 |
| 23              | GT 2.0   | 96  | Autohaus Max Moritz                        | Gerd Quist Dietrich Krumm                             | Porsche 914/6         | 35 |
| 24              | GT 2.0   | 95  | Jean-Marie Jacquemin                       | Jean-Marie Jacquemin William Scheeren Bernard Palayer | Alpine A110           | 35 |
| 25              | GT + 2.0 | 83  | Claude Haldi                               | Claude Haldi Eric Chapuis                             | Porsche 911S          | 34 |
| 26              | GT 2.0   | 91  | Bernd Becker                               | Bernd Becker Elmar Clever                             | Porsche 911S          | 34 |
| 27              | P 1.6    | 42  | Dieter Weizinger                           | Dieter Weizinger Wilhelm Bisterfeld                   | Alfa Romeo GTA Junior | 34 |
| 28              | GT 2.0   | 94  | Jörg Klasen                                | Peter Otto Jörg Klasen                                | Alfa Romeo GTA        | 34 |
| 29              | GT 2.0   | 97  | Ecurie Evergreen                           | David Weir Mike Ogier                                 | Porsche 911T          | 32 |
| 30              | S 2.0    | 69  | Worcestershire Racing Org.                 | James Tangye Paul Vestey                              | Chevron B8            | 32 |
| 31              | S 2.0    | 73  | Edward Negus                               | Edward Negus Brian Joscelyne                          | Chevron B8            | 30 |
| 32              | P 1.6    | 43  | Stanley Robinson                           | Stanley Robinson John Blanckley                       | Unipower GT           | 29 |
| 33              | P 2.0    | 28  | A. M. Graphics Racing Org.                 | Andrew Mylius Gerry Birrell                           | Gropa CMC             | 28 |
| 34              | P 2.0    | 26  | Red Rose Motors                            | John Bridges Peter Lawson                             | Chevron B16           | 28 |
| Ausgefallen     |          |     |                                            |                                                       |                       |    |
| 35              | S 2.0    | 66  | Nikolaus Killenberg                        | Nikolaus Killenberg Georg Bialas                      | Chevron B8            | 24 |
| 36              | P 3.0    | 20  | J. W. Automotive Engineering Ltd.          | Jo Siffert Brian Redman                               | Porsche 908/03        | 22 |
| 37              | P 1.6    | 38  | Daren Cars Ltd.                            | Jeremy Richardson Alistair Cowin                      | Daren Mk.2            | 22 |
| 38              | S 2.0    | 70  | André Wicky Racing Team                    | Willy Meier Mario Ilotte                              | Porsche 910           | 21 |
| 39              | S 2.0    | 68  | Worcestershire Racing Org.                 | John Bamford Peter Creasey                            | Chevron B8            | 20 |
| 40              | P 2.0    | 23  | Hans-Dieter Blatzheim                      | Hans-Dieter Blatzheim Ernst Kraus                     | Porsche 907 Spyder    | 19 |
| 41              | S 2.0    | 64  | Tony Goodwin                               | Tony Goodwin Peter Taggart                            | Chevron B6/8          | 15 |
| 42              | GT + 2.0 | 81  | Hediri Racing Team                         | Peter Peter Dieter Eymann                             | Shelby GT350          | 13 |
| 43              | P 3.0    | 12  | Victor Business Machines                   | Peter Gaydon Keith Grant                              | Brabham BT8           | 12 |
| 44              | P 3.0    | 16  | Turbo-May                                  | Hannelore Werner Mike Kranefuss                       | Ford Capri RS Turbo   | 12 |
| 45              | P 3.0    | 32  | Guy Edwards                                | Guy Edwards Roger Enever                              | Astra RNR2            | 12 |
| 46              | P 3.0    | 6   | Autodelta                                  | Rolf Stommelen Piers Courage                          | Alfa Romeo T33/3      | 11 |
| 47              | P 3.0    | 21  | J. W. Automotive Engineering Ltd.          | Pedro Rodríguez Leo Kinnunen                          | Porsche 908/03        | 11 |
| 48              | S 5.0    | 54  | Gesipa Racing Team                         | Helmut Kelleners Jürgen Neuhaus                       | Porsche 917K          | 9  |
| 49              | S 2.0    | 72  | Martin Blackie                             | Martin Blackie Peter Humble                           | Chevron B8            | 7  |
| 50              | GT 2.0   | 100 | Martini BMW                                | Heinz Becker Friedhelm Theissen                       | Porsche 911S          | 7  |
| 51              | P 3.0    | 19  | Oreste Berta                               | Luis Di Palma Carlos Marincovich                      | Berta LR              | 5  |
| 52              | P 3.0    | 14  | Max Wilson                                 | Max Wilson Mac Daghorn                                | Lola T70P             | 4  |
| 53              | S 2.0    | 75  | John L’Amie                                | John L’Amie Tommy Reid                                | Porsche 910           | 4  |
| 54              | S 5.0    | 57  | Ferrari s. p. a.                           | Ignazio Giunti Arturo Merzario                        | Ferrari 512 S Spyder  | 2  |
| Nicht gestartet |          |     |                                            |                                                       |                       |    |
| 55              | P 3.0    | 9   | Racing Team AAW                            | Gijs van Lennep Hans Laine                            | Porsche 908/02        | 1  |
| 56              | S 5.0    | 46  | Racing Team V.D.S.                         | Teddy Pilette Gustave Gosselin                        | Lola T70 Mk.3B GT     | 2  |
| 57              | S 5.0    | 49  | Racing Team AAW                            | Pauli Toivonen Sten Axelsson                          | Porsche 917K          | 3  |
| 58              | S 5.0    | 56  | Ferrari s. p. a.                           | John Surtees Peter Schetty Jacky Ickx                 | Ferrari 512 S Spyder  | 4  |

1 tödlicher Unfall von Laine im Training
2 Differentialschaden im Training
3 zurückgezogen
4 Unfall von Schetty im Training

### Nur in der Meldeliste
Hier finden sich Teams, Fahrer und Fahrzeuge, die ursprünglich für das Rennen gemeldet waren, aber aus den unterschiedlichsten Gründen daran nicht teilnahmen.
| Pos. | Klasse   | Nr. | Team                                  | Fahrer                               | Chassis                      |
| ---- | -------- | --- | ------------------------------------- | ------------------------------------ | ---------------------------- |
| 59   | P 3.0    | 3   | Int. Martini Racing Team              | Rudi Lins Jean-Claude Killy          | Porsche 908/02               |
| 60   | P 3.0    | 5   | Autodelta                             | Piers Courage Andrea de Adamich      | Alfa Romeo T33/3             |
| 61   | P 3.0    | 7   | Autodelta                             | Masten Gregory Toine Hezemans        | Alfa Romeo T33/3             |
| 62   | P 3.0    | 8   | Autodelta                             | Teodoro Zeccoli Carlo Facetti        | Alfa Romeo T33/3             |
| 63   | P 3.0    | 15  | Chris Lawrence                        | Chris Lawrence John Wingfield        | Deep Sanderson 302           |
| 64   | P 3.0    | 18  | Daren Cars Ltd.                       | John Green Hugh Dibley               | Daren Mk.2                   |
| 65   | P 2.0    | 25  | Willie Tuckett                        | Willie Tuckett Peter Sadler          | Gropa CMC                    |
| 66   | P 2.0    | 27  | Ecurie Evergreen                      | Chris Craft Trevor Taylor            | Lola T210                    |
| 67   | P 2.0    | 30  | Sperry & Hutchinson                   | John Markey Norman Lefton            | Pink                         |
| 68   | P 2.0    | 33  | Ecurie Bonnier German BG Racing Team  | Jo Bonnier Willy Kauhsen             | Lola T210                    |
| 69   | P 2.0    | 34  | Toshiba Electronic Racing Team Europa | Reinhardt Stenzel Hans-Dieter Weigel | Porsche 907                  |
| 70   | P 2.0    | 35  | Lucas Racing Team                     | Digby Martland                       | Chevron B16                  |
| 71   | P 1.6    | 39  | Jack Wheeler                          | Jack Wheeler Martin Davidson         | Jeorba SP                    |
| 72   | P 1.6    | 40  | Ark Racing                            | John Banks Chris Smith               | Ark Sprite                   |
| 73   | P 1.6    | 41  | Chris Barber                          | John Hine Clive Baker                | Piper P2                     |
| 74   | S 5.0    | 47  | David Piper                           | David Piper                          | Porsche 917K                 |
| 75   | S 5.0    | 48  | Scuderia Picchio Rosso                | Corrado Manfredini Giampiero Moretti | Ferrari 512S                 |
| 76   | S 5.0    | 50  | J. W. Automotive Engineering Ltd.     | Jo Siffert Brian Redman              | Porsche 917K                 |
| 77   | S 5.0    | 51  | J. W. Automotive Engineering Ltd.     | Pedro Rodríguez Leo Kinnunen         | Porsche 917K                 |
| 78   | S 5.0    | 52  | Porsche Konstruktionen Salzburg       | Kurt Ahrens Vic Elford               | Porsche 917K                 |
| 79   | S 5.0    | 53  | Porsche Konstruktionen Salzburg       | Hans Herrmann Richard Attwood        | Porsche 917K                 |
| 80   | S 2.0    | 65  | Alfa Romeo Deutschland                |                                      | Alfa Romeo T33/2             |
| 81   | S 2.0    | 71  | Intertech Steering Wheels             | Angus Clydesdale                     | Chevron B8                   |
| 82   | S 2.0    | 74  | Central Garage Mirfield               | John Lepp George Silverwood          | Chevron B8                   |
| 83   | GT + 2.0 | 80  | Chris Tuerlinx                        | Chris Tuerlinx                       | Chevrolet Corvette Sting Ray |
| 84   | GT + 2.0 | 82  | Hediri Racing Team                    | Manfred Pade Günther Obid            | Ferrari 275 GTB/2            |
| 85   | GT 2.0   | 89  | Neußer Motorsportclub                 | Walter Simonis Horst Hoier           | Porsche 914/6                |
| 86   | GT 2.0   | 90  | Rallye-Gemeinschaft Ulm               | Eberhard Sindel Klaus Rang           | Porsche 911S                 |
| 87   | GT 2.0   | 92  | Porsche Konstruktionen Salzburg       | Peter Peter Harald Ertl              | Porsche 914/6                |
| 88   | GT 2.0   | 98  | Formel-Rennsport-Club                 | Joe Kretschi Sergio Moscatelli       | Alfa Romeo GTA               |
| 89   | GT 2.0   | 99  | Bernard Collomb                       | Bernard Collomb Pierre Agostini      | Alpine A110                  |

### Klassensieger
| Klasse   | Fahrer           | Fahrer             | Fahrzeug              | Platzierung im Gesamtklassement |
| -------- | ---------------- | ------------------ | --------------------- | ------------------------------- |
| P 3.0    | Vic Elford       | Kurt Ahrens        | Porsche 908/03        | Gesamtsieg                      |
| P 2.0    | André Wicky      | Mario Cabral       | Porsche 907           | Rang 9                          |
| P 1.6    | Dieter Weizinger | Wilhelm Bisterfeld | Alfa Romeo GTA Junior | Rang 27                         |
| S 5.0    | John Surtees     | Nino Vaccarella    | Ferrari 512S Spyder   | Rang 3                          |
| S 2.0    | Roger Heavens    | Mike Garton        | Chevron B8            | Rang 17                         |
| GT + 2.0 | Dieter Fröhlich  | Pauli Toivonen     | Porsche 911S          | Rang 14                         |
| GT 2.0   | Georg Loos       | Franz Pesch        | Porsche 911L          | Rang 18                         |

### Renndaten
- Gemeldet: 89
- Gestartet: 54
- Gewertet: 34
- Rennklassen: 7
- Zuschauer: unbekannt
- Wetter am Renntag: kalt, leichter Regen
- Streckenlänge: 22,835 km
- Fahrzeit des Siegerteams: 6:05:21,200 Stunden
- Gesamtrunden des Siegerteams: 44
- Gesamtdistanz des Siegerteams: 1004,740 km
- Siegerschnitt: 165,003 km/h
- Pole Position: Jo Siffert – Porsche 908/03 (#20) – 7:43,300 = 177,436 km/h
- Schnellste Rennrunde: Pedro Rodríguez – Porsche 908/03 (#21) – 7:50,400 = 174,758 km/h
- Rennserie: 7. Lauf zur Sportwagen-Weltmeisterschaft 1970